# Tangji, Anhui
Tangji (kinesiska: 唐集, 唐集镇) är en köping i östra Kina. Den ligger i Huaiyuan härad i staden Bengbu i provinsen Anhui,  omkring 120 kilometer norr om provinshuvudstaden Hefei. Antalet invånare är 63884. Befolkningen består av 31 188 kvinnor och 32 696 män. Barn under 15 år utgör 22,0 %, vuxna 15-64 år 67 %, och äldre över 65 år 9,0 %.